# 지휘자

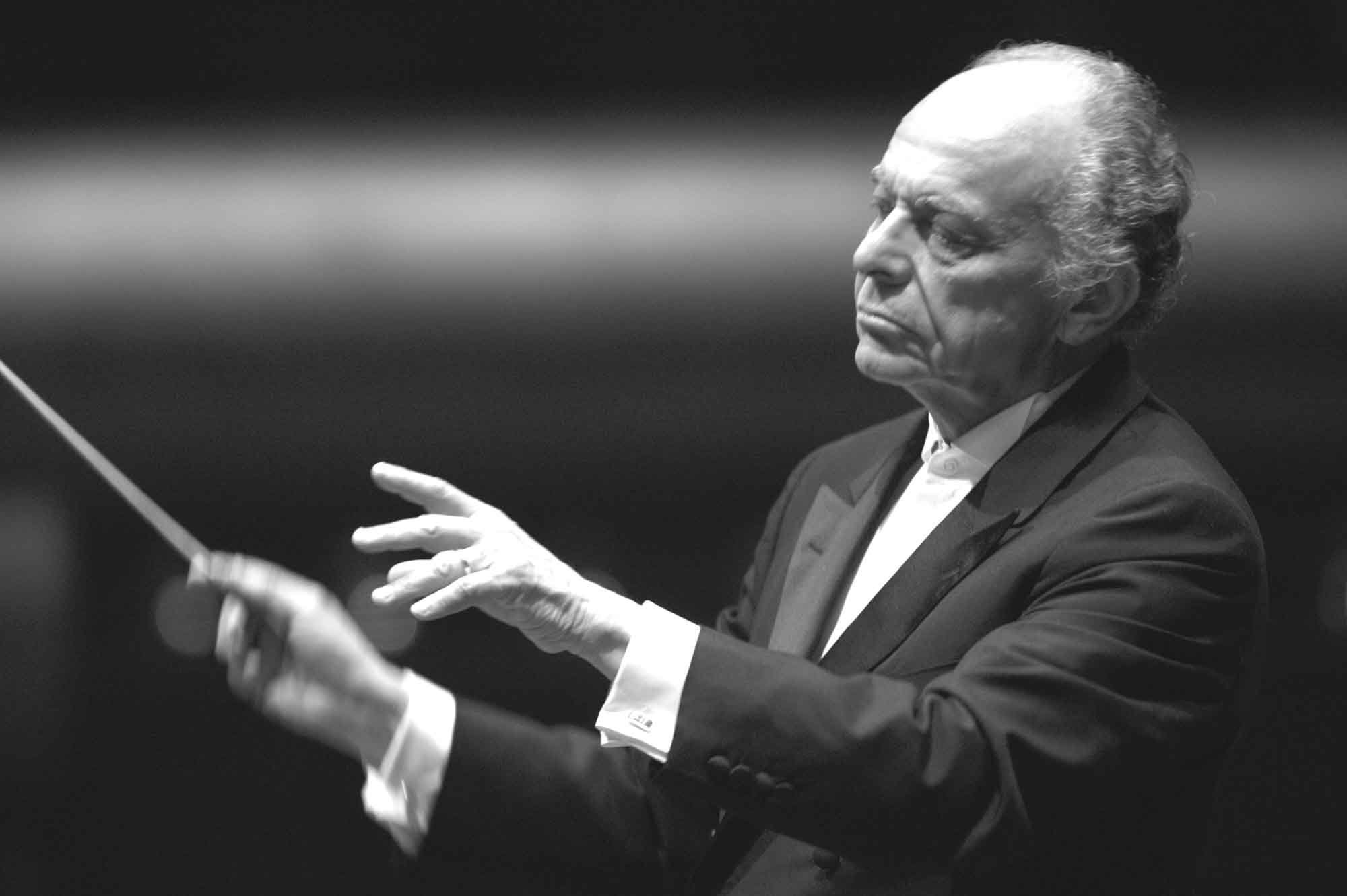
미국의 지휘자 로린 마젤

지휘자(指揮者)는 악단의 여러 악기의 연주가 조화롭게 합주될 수 있도록 하는 음악가이다. 합창에도 지휘자가 있는데, 이는 따로 합창 지휘자로 구분하기도 한다.
지휘자가 하는 역할은 일정한 박자에 맞춰 움직임으로써 악단 전체의 연주 속도를 조절하고 개별 악기의 연주가 서로 어울리게 하는 기술적 역할과, 연주 대상이 되는 작품을 선택하고 선택된 작품을 어떻게 해석하여 연주할 것인가를 정하는 예술적 역할로 구분된다.

## 지휘자의 구분
지휘자는 전임 지휘자와 객원 지휘자로 나뉜다. 전임 지휘자의 경우 악단과 일정 기간(주로 년 단위) 내에 일정 이상의 연주와 음반 녹음을 할 것을 조건으로 계약하는 경우가 일반적이다. 또, 전임 지휘자는 악단의 새 연주자 채용이나 프로그램 운영 등의 행정적인 면에도 관여한다. 반면 객원 지휘자는 단기간에 1회 내지는 수회의 연주에 한하여 지휘자로 참여하며 행정 분야에는 관여하지 않는다.

## 지휘자의 업무
실제 연주에 있어서의 지휘자의 업무는 준비, 연습 그리고 실제 연주의 세 단계로 나뉜다.